# Spedizione BANZARE

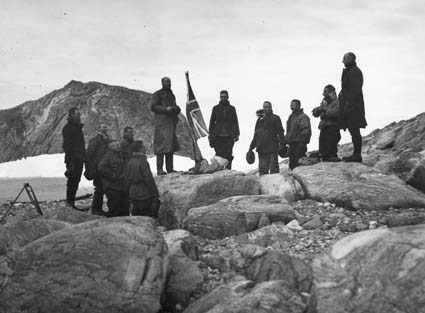
Spedizione BANZARE

La spedizione BANZARE (in inglese BANZARE Expedition), ufficialmente denominata spedizione di ricerca anglo australo neozelandese (British Australian (and) New Zealand Antarctic Research Expedition) è stata una spedizione antartica svoltasi tra gli anni 1929 e 1931 ed avente come scopo l'esplorazione geografica più della ricerca scientifica. Comandata da Douglas Mawson a bordo della RRS Discovery, venne organizzata congiuntamente da diversi paesi del Commonwealth.

## La missione
Come detto, la spedizione era comandata da Douglas Mawson, che organizzò due viaggi nel continente antartico da tenersi con la RRS Discovery in due estati consecutive. Durante la spedizione vennero effettuati anche brevi voli a bordo un piccolo aeroplano. In particolare vennero mappate le regioni costiere delle terre di Mac Robertson e della Principessa Elisabetta.
Ad ognuno dei cinque sbarchi Douglas Mawson rivendicava la sovranità dei territori esplorati in nome della Gran Bretagna, ma era già stato stabilito che sarebbero stati successivamente gestiti dall'Australia. Una dichiarazione di sovranità venne fatta anche a Capo Denison, dove Mawson aveva costruito la sua base principale durante la spedizione Aurora del 1912-13.
La spedizione raccolse anche numerosi dati scientifici di osservazioni geologiche, oceanografiche, meteorologiche, zoologiche, botaniche e sul magnetismo terrestre, che vennero poi raccolti e pubblicati in tredici volumi.